# Pristolepis
Pristolepis és un gènere de peixos pertanyent a la família Nandidae.

## Taxonomia
- Pristolepis fasciata (Bleeker, 1851)[2]
- Pristolepis grootii (Bleeker, 1852)[3]
- Pristolepis marginata (Jerdon, 1849)[4][5][6][7][8][9][10]

## Estat de conservació
Les espècies d'aquest gènere a l'Índia es troben amenaçades per la contaminació dels pesticides, l'alteració i pèrdua del seu hàbitat i la sobrepesca per al comerç de peixos d'aquari.